# Fiorinia pinicola
Fiorinia pinicola är en insektsart som beskrevs av William Miles Maskell 1897. Fiorinia pinicola ingår i släktet Fiorinia och familjen pansarsköldlöss. Inga underarter finns listade i Catalogue of Life.